# Dead Space (игра, 2008)
Dead Space (произносится [dɛd speɪs], букв. с англ. — «Безжизненное пространство») — научно-фантастическая компьютерная игра в жанрах survival horror и шутера от третьего лица, разработанная студией EA Redwood Shores и выпущенная Electronic Arts для PC под управлением ОС Windows, а также консолей PlayStation 3 и Xbox 360 в 2008 году. Первая игра серии Dead Space. В 2021 году на мероприятии EA Play Live был анонсирован ремейк, релиз которого состоялся 27 января 2023 года.
В Dead Space под управлением игрока находится инженер Айзек Кларк, пытающийся выбраться с гигантского космического корабля USG «Ишимура» (яп. 石村). Ему противостоят некроморфы — погибшие члены экипажа «Ишимуры», воскресшие и превратившиеся в чудовищ под действием инопланетного сигнала. Игра выполнена в эстетике кинофильмов «Чужой», «Нечто» и «Сквозь горизонт», в игровом процессе используются как внезапные нападения врагов, так и пугающие картины насилия и телесных трансформаций, чтобы внушить игроку чувство страха и тревоги.
Игра была высоко оценена критиками индустрии, а на всех платформах в сумме было продано более 10 миллионов копий игры. В дальнейшем выпускались игры-продолжения, рассказывающие дальнейшую историю Айзека Кларка — Dead Space 2 (2011) и Dead Space 3 (2013), но уже без участия создателя Глена Скофилда, а также игры-ответвления, комиксы и анимационные фильмы.

## Сюжет
В отдалённом будущем человечество решило проблему нехватки ресурсов путем создания исполинских кораблей класса «планетарный потрошитель», ведущих добычу полезных ископаемых из целых планет. USG «Ишимура» (яп. 石村 букв., «Каменное село») — старейший корабль такого типа, находящийся в эксплуатации уже более шестидесяти лет. Он принадлежит горнодобывающей корпорации CEC (Concordance Extraction Corporation) и назван в честь Хидэки Ишимуры, вымышленного японского астрофизика, который открыл технологию межзвёздных сверхсветовых путешествий. Едва USG «Ишимура» приступил к потрошению пустынной необитаемой планеты Эгида VII в отдалённой системе, как внезапно прекратил выходить на связь.
Главный герой игры — инженер Айзек Кларк, который до потери связи с «Ишимурой» получил странное сообщение от своей возлюбленной Николь Бреннан, работавшей на корабле старшим медиком. Управляющая компания высылает ремонтный челнок USG «Келлион», на борту которого, помимо Кларка, находятся два пилота, начальник службы безопасности Зак Хэммонд и специалист по компьютерным системам Кендра Дэниелс.
Команда достигает орбиты Эгида VII, где без особого труда находят безмолвный «потрошитель». Из-за неисправности во время стыковки «Келлион» врезается в посадочный отсек «Ишимуры», и карантинная система корабля нарушается. Внезапно на группу нападают неведомые монстры, убивая пилотов. Оставшимся в живых приходится разделиться, спасаясь бегством из причальной палубы. У выживших не остаётся другого выхода, как починить корабль и попытаться разобраться в происходящем.
Во время исследования корабля члены команды из аудио- и видеозаписей узнают о предназначении «Ишимуры» и обстоятельствах появления монстров, которых другие выжившие члены экипажа назвали «некроморфами». Более того, выясняется, что эти монстры и есть бывшие члены экипажа, которые были подвергнуты воздействию таинственного артефакта — «Красного Обелиска», обнаруженного на планете во время геологической разведки. Прибытие «Ишимуры» в систему было неслучайным — под прикрытием «потрошения» планеты высшие чины горнодобывающей компании, являющиеся также высокопоставленными сановниками мировой религии Церкви Юнитологии, надеются передать Обелиск Церкви. Юнитологи считают артефакт религиозной святыней, даром инопланетной цивилизации, который даст возможность верующим вознестись и обрести новую форму «во всеобщем слиянии»
. Однако на деле Обелиск вызвал массовый психоз в колонии, окончившийся убийствами и самоубийствами её населения. Артефакт был доставлен на борт «Ишимуры», где также вызвал массовые психозы среди экипажа корабля. Из мёртвых тел под воздействием артефакта появились первые некроморфы, и вскоре весь экипаж был практически перебит.
Ремонтной команде приходится восстановить ряд критически важных для выживания корабельных систем под постоянными атаками некроморфов. Потеряв всякую надежду на полное восстановление корабля, Хэммонд решает свернуть спасательную миссию и эвакуироваться на челноке «Ишимуры», но гибнет в схватке с особо крупным некроморфом, прозванным «Зверем». С оставшимися в живых Кларком и Дэниелс связывается старший научный офицер Терренс Кейн, который некоторое время изучал Обелиск и теперь вместо побега предлагает вернуть артефакт назад в колонию и тогда «все закончится».
Починив совместными усилиями подходящий челнок, выжившие грузят Обелиск на борт, чтобы доставить его в колонию, но тут выяснятся, что Кендра Дэниелс является агентом правительства Земли, в задачу которой входят захват Обелиска и передача в руки военных. В момент своего триумфа она сообщает, что Обелиск — на самом деле никакая не реликвия, а рукотворная копия оригинального Обелиска, много лет назад обнаруженного в ударном кратере Чикшулуб. Учёные Земли вели исследование Красного Обелиска в отдалённых мирах, одним из которых стала Эгида VII. Однако в определённый момент исследования вышли из-под контроля, исследовательский комплекс был заражён некроморфами, а сама система была объявлена запретной к посещению. Дэниелс убивает Кейна и покидает корабль на челноке вместе с Обелиском.
Внезапно с Кларком связывается его возлюбленная Николь Бреннан и помогает вернуть челнок назад на «Ишимуру», а затем спуститься на нём вниз в колонию. В кульминационный момент Кендре удаётся перехватить Обелиск на полпути месту назначения. Она сообщает Айзеку, что его «встречи» с Николь на самом деле были всего лишь галлюцинациями под влиянием Обелиска и в доказательство демонстрирует полную версию послания, которое получил Кларк. Становится ясно, что сообщение от Николь заканчивалось её самоубийством, таким образом она хотела избежать участи трансформации в некроморфа. Тем не менее, пробудившийся «Разум Роя», огромное существо, убивает Кендру, прежде чем она успевает улететь с артефактом. Одолев тварь, Айзек покидает Эгиду VII, на которую падает ранее поднятый «Ишимурой» колоссальный фрагмент породы: его удерживали ныне бездействующие гравитационные захваты. Улетая на челноке, Айзек смиряется с гибелью возлюбленной, как вдруг на него нападает окровавленная Николь.

## Игровой процесс
| Системные требования | Системные требования                                    | Системные требования                               |
| -------------------- | ------------------------------------------------------- | -------------------------------------------------- |
|                      | Минимальные                                             | Рекомендуемые                                      |
| Windows              |                                                         |                                                    |
| ОС                   | Windows XP, Windows Vista, Windows 7                    | Windows XP, Windows Vista, Windows 7               |
| ЦПУ                  | Intel Pentium 4 2,8 ГГц, AMD Athlon XP 2,0 ГГц          | Intel Core 2 Duo 2,0 ГГц, AMD Athlon 64 X2 2,0 ГГц |
| Объём ОЗУ            | 1 Гб (Windows XP); 1,5 Гб, (Windows Vista), (Windows 7) | 2 Гб (Windows XP), (Windows Vista), (Windows 7)    |
| Место на диске       | 8 Гб свободного места                                   | 8 Гб свободного места                              |
| Видеокарта           | GeForce 6800 / Radeon X1600 Pro                         | GeForce 8600 / Radeon HD 2600                      |
| Звуковая плата       | DirectX 9.0c                                            | DirectX 9.0c                                       |

Игрок управляет главным персонажем игры, Айзеком Кларком от третьего лица. В игре нельзя делать обычные прыжки и как-либо слезать с обрывов или уступов; частично это возможно в местах с невесомостью. Также в игре практически нет заставок — все кат-сцены интерактивны.
Игра примечательна необычным пользовательским интерфейсом — все его элементы вписаны в игровой мир. На задней стороне скафандра Айзека находятся индикаторы «здоровья» и стазис-заряда, а при вхождении в безвоздушное пространство появляется индикатор запаса кислородного баллона. Эти индикаторы являются частью ИКСа (RIG), внутреннего ИИ скафандра.
В рукопашном бою игрок может использовать удары рукой и ногой: ногой персонаж сильно бьёт по полу, рукой производит хук. Также с помощью ударов можно ломать ящики, в которых могут находиться различные полезные предметы. Будучи инженером, а не солдатом, Айзек использует преимущественно импровизированное оружие, переделанное из футуристических инструментов для ремонтных и горных работ — например, плазменный резак, циркулярная пила, переоборудованная в огнемет паяльная лампа и тому подобное. В арсенал героя входит и автоматическая импульсная винтовка. Все виды оружия снабжены вторым альтернативным режимом стрельбы — так, плазменный резак может быть повёрнут на 90 градусов, что позволяет делать по выбору игрока выстрелы в горизонтальной или вертикальной плоскости. Прицел и индикатор текущего количества патронов в оружии в обычном состоянии отсутствуют, но они активируются после перехода в режим прицеливания, в котором камера «прыгает» за плечо персонажа. Кроме того, игрок может использовать в бою и в других случаях стазис и кинезис-модули. Первый позволяет на некоторое время замедлить движущиеся объекты, например, некроморфов, или быстро вращающийся вентилятор. На работу стазис-модуля расходуется заряд, который можно восполнять. Кинезис-модуль позволяет притягивать, удерживать и бросать от себя различные предметы и не требует какой-либо подзарядки.
В игре есть зоны с отсутствующим либо изменённым вектором гравитации и зоны в разгерметизированных отсеках корабля. В зонах без гравитации у Айзека включаются магниты на сапогах, что позволяет ему перемещаться обычным способом. Однако, он может на время отключить их и совершить прыжок в каком-либо направлении, переместившись, например, на потолок или боковую стену. Для прохождения разгерметизированных зон необходим запас кислорода; Айзек может запасаться несколькими баллонами с ним. В некоторых таких зонах присутствуют стационарные неограниченные источники кислорода. Запаса хватает только на определённое время, и если кислород закончится, то Айзек умрёт. В вакууме звуковые волны не распространяются и окружающие звуки в таких местах отсутствуют, за исключением глухих ударов по скафандру.
Расчленение является основной механикой в Dead Space. Это самый эффективный способ уничтожения некроморфов, о чём неоднократно напоминает игра. Стрельба по голове редко приносит пользу, так как, лишившись головы, некроморфы начнут яростно размахивать руками-лезвиями в попытке достать протагониста.
Также в игре присутствуют верстаки и магазины, в которых можно улучшать, закупать и продавать снаряжение. Также снаряжение есть в некоторых ящиках, шкафчиках и трупах поверженных противников. Музыкальное сопровождение игры может меняться в зависимости от обстоятельств, например, при виде противника или в опасных местах. Сам Айзек не разговаривает, лишь вскрикивая при ударах и получении урона.

## Разработка
Dead Space был создан Гленом Скофилдом, в то время работавшим в EA Redwood Shores. Скофилд хотел создать то, что, по его мнению, было бы «самой пугающей игрой ужасов из возможных». На его концепцию повлияли серии Resident Evil, Silent Hill и Resident Evil 4. По словам сопродюсера Стива Папуциса, EA Redwood Shores зарекомендовала себя как студия игр по созданию лицензированных игр, и команда увидела возможность развиваться за счёт работы над оригинальными проектами, зарекомендовав себя как «настоящая игровая студия». На этом этапе игра была известна под названием Rancid Moon.
Dead Space был описан как проект, над которым многие сотрудники Redwood Shores планировали работать много лет. В 2014 году содиректор Майкл Кондри описал проект как «инициатива снизу», в котором команда стремилась проявить себя, но не ожидала, что игра станет чем-то масштабным. Когда они представили наработки материнской компании Electronic Arts в начале 2006 года, им дали три месяца на создание прототипа.
Чтобы за это время подготовить игровую концепцию, прототип был разработан на оригинальном оборудовании Xbox. Команда решила, что будет лучше получить что-то играбельное, прежде чем планировать, как заставить игру работать на оборудовании следующего поколения. Их двойной подход к ранним демонстрациям и агрессивному внутреннему продвижению противоречил практике Electronic Arts по отношению к новым играм. Electronic Arts в конце концов одобрила игру, увидев один из уровней, к тому времени все основные элементы игрового процесса были определены. Одиннадцать уровней предстояло разработать всего за десять месяцев. Команда повторно использовала игровой движок, разработанный для «The Godfather: The Game», который был выбран потому, что он был адаптирован к их стилю разработки, поддерживал необходимые эффекты окружающей среды и слаженно работал с физическим движком Havok.
До анонса Dead Space в 2007 году в прессе обсуждались слухи о том, что Redwood Shores занимается разработкой System Shock 3, продолжения научно-фантастической компьютерной игры System Shock 2 (1999). Во всяком случае, права на торговую марку System Shock принадлежали Electronic Arts, и компания обновила их в начале 2006 года, что стало поводом для спекуляций о том, что Electronic Arts намеревается разрабатывать игру в этой серии. В 2017 году в интервью журналу PC Gamer дизайнеры игры Бен Ванат и Райт Бэгвелл подтвердили, что первоначально работали над проектом, который мог бы стать System Shock 3 — на ранних этапах разработки каждому из разработчиков предлагалось поиграть в System Shock 2. Даже законченная Dead Space во многом повторяет сюжетные ходы и антураж System Shock 2 — «связка» из гражданского и состыкованного с ним военного корабля как место действия, разбиение корабля на схожие функциональные зоны, поднятая с планеты чуждая форма жизни, радиопереговоры с женщиной-помощницей и тому подобное.
Тем не менее, настроения сотрудников студии изменились после знакомства с игрой Resident Evil 4, выпущенной в 2005 году — в их глазах уже она, а не System Shock 2 стала образцом survival horror, к которому нужно стремиться. Так, именно под влиянием Resident Evil 4 игра, первоначально разрабатывавшаяся как шутер от первого лица, была превращена в шутер от третьего лица с необычным — но таким же, как в Resident Evil 4 — положением камеры над плечом персонажа. Глен Скофилд, в то время один из руководителей EA Redwood Shores, последовательно добивался внутри Electronic Arts возможности для его студии работать над новой «страшной» игрой.
Для достижения результата разработчики просматривали различные фильмы ужасов, чтобы выяснить, как именно им удается пугать аудиторию; анализировались как высоко- так и низкобюджетные фильмы. Кроме того, разработчики старались дорабатывать каждый уровень и его части до того момента, пока те «не станут достаточно наполнены действием, неопределенностью и ужасом», а также пока в них не станет меньше игровых ошибок.
Анонс состоялся 24 сентября 2007 года, когда EA разослала нескольким изданиям пресс-релиз о будущей игре. Стало известно, что это будет научно-фантастический хоррор от третьего лица; игрок выступит в роли инженера Айзека Кларка, направленного на ремонт добывающего космического корабля, на котором на него нападут инопланетные создания. Платформами для выпуска были объявлены Xbox 360 и PlayStation 3, а выпуск игры был назначен на конец 2008 года. В октябре поступила новая информация об игре, в частности, были показаны кадры из игры и стало известно, что у Айзека в игре будут спутники. Также стали известны подробности геймплея: так как корабль, на который отправится главный герой, будет не военным, а промышленным, то Айзек будет вооружён промышленными инструментами, которые можно будет модифицировать, делая их мощнее в битвах с монстрами; расчленение монстров будет основным фактором в битве; были показаны некоторые из монстров, рассказано об особенностях костюма Айзека и раскрыта информация о том, что в игре будут места с отсутствующей гравитацией и с отсутствием воздуха. В том же месяце сайт Gamespot отметил, что игра выглядит великолепно, а текстуры, частота обновления и составляющие части гигантского корабля уже кажутся сделанными хорошо.
В январе 2008 года исполнительный продюсер игры Глен Скофилд объявил, что игра выйдет также для Windows, а также то, что для неё будет выпущен загружаемый контент и у неё будет продолжение. В феврале EA выпустила пресс-релиз, по которому выход игры в Северной Америке и Европе для платформ Xbox 360 и PlayStation 3 назначался на 31 октября 2008 года, к Хэллоуину. Сотрудники IGN UK смогли получить доступ к игре и узнать, что Кларк будет вооружён «TK gun» и «Stasis gun» (с англ. — «телекинетическая пушка и стазисная пушка»; в русскоязычном релизе игры они называются кинезис- и стазис-модулями). Также в феврале EA анонсировала комикс по мотивам игры, который должен был быть приквелом к игре и рассказывать о событиях на добывающей космической колонии; позже в марте был анонсирован анимационный фильм, сюжет которого должен был происходить между концовкой комикса и началом игры. В конце апреля игра была показана на фестивале Sci-Fi-London, там же в её честь были показаны 4 фильма в рамках марафона All-Nighters: «Чужой», «Нечто», «Чёрная дыра» и «Солярис».
Dead Space не вышла в Японии, потому что не соответствовала правилам CERO. По словам Синдзи Миками, у желающих поиграть не было другого выбора, кроме как искать зарубежную копию. Миками тогда удалось связаться с разработчиками в EA Redwood Shores. Это произвело на него сильное впечатление, поскольку один из сотрудников плакал и говорил: «Мы не можем продать игру в Японии, хотя так усердно работали…!».
В 2024 году креативный директор Брет Роббинс рассказал, что EA сократила маркетинговый бюджет Dead Space, направив средства в пользу Mirror’s Edge. Это произошло после предварительного экспертного заключения по коммерческому успеху и ожидаемому рейтингу проектов. В итоге Dead Space получила 72 балла, Mirrorʼs Edge — 90 баллов. Когда состоялся выпуск, то оценки были другими — 90 против 80 баллов. Роббинс считает, что подобная ситуация смогла помочь разработчикам, потому что у них вышла хорошая игра, которую не сильно рекламировали, люди находили её сами. Работало «сарафанное радио», и очень быстро пошли обсуждения, начинавшиеся со слов: «А ты слышал о [Dead Space]?».

## Отзывы
| Сводный рейтинг       | Сводный рейтинг                           |
| Агрегатор             | Оценка                                    |
| --------------------- | ----------------------------------------- |
| GameRankings          | 89,05 % (PS3) 89,07 % (X360) 85,32 % (PC) |
| Metacritic            | 89/100 (XBOX360) 88/100 (PS3) 86/100 (PC) |
| MobyRank              | 88 %                                      |
| Иноязычные издания    |                                           |
| Издание               | Оценка                                    |
| CVG                   | 9,1/10                                    |
| Destructoid           | 9/10                                      |
| Eurogamer             | 7/10                                      |
| Game Informer         | 9,25/10                                   |
| GamePro               | 5/5                                       |
| GameRevolution        | A-                                        |
| GameSpot              | 9,0/10                                    |
| GameSpy               | [ 58 ]                                    |
| GameStar              | 87/100                                    |
| GameTrailers          | 8,8/10                                    |
| GameZone              | 8,5/10                                    |
| Giant Bomb            | [ 62 ]                                    |
| IGN                   | 8,7/10                                    |
| Jeuxvideo.com         | 18/20                                     |
| OXM                   | 6,5/10                                    |
| PC Gamer (UK)         | 86 %                                      |
| PC Gamer (US)         | 81 %                                      |
| TeamXbox              | 9/10                                      |
| VideoGamer            | 8/10                                      |
| X-Play                | 4/5                                       |
| Русскоязычные издания |                                           |
| Издание               | Оценка                                    |
| 3DNews                | 9/10                                      |
| Absolute Games        | 88 %                                      |
| Gameplay              | 4,5/5                                     |
| «PC Игры»             | 9/10                                      |
| PlayGround.ru         | 8,6/10                                    |
| «Игромания»           | 7,5/10                                    |
| «Игры Mail.ru»        | 8/10                                      |
| «ЛКИ»                 | 89 %                                      |
| «Мир фантастики»      | 9/10                                      |
| «НИМ»                 | 8,6/10                                    |
| «Страна игр»          | 8,5/10                                    |

Ещё до выхода журнал Игромания включил Dead Space в список главных игр 2008 года. После выпуска рецензент журнала дал игре 7,5 баллов, выделив следующие недостатки: «почти полное отсутствие сюжета, несбалансированность оружия», в частности то, что «кинезис-модуль, аналог грави-пушки, применяется лишь в заданные сюжетом моменты». Положительно был отмечен профессиональный перевод игры на русский язык, которому присвоили оценку 3/3. В 2009 году журнал присвоил Dead Space награду «Хоррор года» (2008). Средняя оценка русских изданий на сайте «Критиканство» составила 86 баллов.
Игра получила премию BAFTA в области игр 2009 года в номинациях Original Score и Use of Audio.

## Прочая продукция

### Игры
В начале 2009 года был анонсирован порт игры на приставку Wii, чуть позже стало известно, что это будет новая игра под названием Dead Space: Extraction (с англ. — «Мертвый космос: Извлечение»). Её сюжет рассказывал о событиях на планете Эгида-7, где был найден артефакт; геймплей был выполнен не в жанре шутера от третьего лица, а в виде рельсового шутера. В начале 2011 года игра была портирована на PlayStation 3.
В конце 2010 года была анонсирована мобильная игра Dead Space для планшета iPad, устройств на базе Android — как телефонов, так и планшетов, и выпущена 25 января 2011 года. Сюжет игры повествовал о событиях на космической станции Sprawl (с англ. — «муравейник»), предшествовавших Dead Space 2.

### Печатная продукция
22 февраля 2008 года Electronic Arts и Image Comics анонсировали серию комиксов, основанных на вселенной игры. Комиксы, состоящие из шести книг, призваны рассказать историю знакомства шахтёров с некроморфами и показать процесс заражения колонии, расположенной на Эгиде-VII. Авторами сценария и иллюстраций стали Бен Темплсмит и Антони Джонстон.
В апреле 2010 года был анонсирован роман-приквел по вселенной под названием Dead Space: Martyr (с англ. — «Мертвый космос: Мученик») за авторством Брайана Эвенсона. Роман вышел в печать в июле и рассказывал о Майкле Альтмане (англ. Michael Altman), первом учёном, исследовавшим свойства найденного на Земле Обелиска и возведённого юнитологами в ранг мученика.

### Видеопродукция
21 марта 2008 года Electronic Arts и Starz анонсировали анимационный фильм под названием Dead Space: Downfall. 24 января 2011 года вышел анимационный фильм «Dead Space: Последствия» (англ. Dead Space: Aftermath) — он является сиквелом к Dead Space. Сюжет фильма рассказывает о событиях между первой и второй частью игры.
Сообщения о возможной экранизации впервые появились после выхода игры, в октябре 2008 года. Позже, в июле 2009 года появилась дополнительная информация, в частности, было сообщено, что режиссёром фильма станет Ди-Джей Карузо, а продюсерами — Марти Боуэн и Вик Годфри. Позже, в марте 2011 года Карузо в интервью рассказал о том, что идёт работа над сценарием фильма, однако производство было остановлено в 2013 году.
В 2022 году композитор и режиссёр Джон Карпентер сообщил о своём желании экранизировать Dead Space, все три игры основной серии ему понравились. Однако в 2023 году он заявил, что случайно упомянул об этом и не планирует приступать к съёмкам, поскольку к нему никто не обращался.

## Продолжения и ремейк
После успеха игры студия EA Redwood Shores была реорганизована в жанровую, и получила название Visceral Games, она продолжила развитие серии Dead Space параллельно с разработкой некоторых других игр. Прямое продолжение, Dead Space 2 было выпущено в 2011 году, а третье — Dead Space 3 — в марте 2013 года. Продажи третьей части не удовлетворили студию-издателя и предполагаемое продолжение было отменено, а Visceral Games закрыта в 2017 году.
22 июля 2021 EA анонсировала ремейк оригинальной Dead Space, который разрабатывался EA Motive на игровом движке Frostbite Engine и был выпущен 27 января 2023 года как для PC, так и для консолей PlayStation 5 и Xbox Series X/S.

### Комментарии
1. ↑  Ремейк разрабатывался EA Motive.